# Kai McKinnon
Kai McKinnon (* 6. Mai 2008) ist eine US-amerikanische Nordische Kombiniererin.

## Werdegang
McKinnon begann im Alter von drei Jahren mit dem Skilanglauf und sprang erstmals als Siebenjährige von einer Schanze. Bei den Olympischen Jugend-Winterspielen 2024 in Gangwon trat sie erstmals international in Erscheinung. Im Einzel erreichte sie den 16. Platz, im Mixed-Team wurde sie Neunte. Im Februar 2024 trat McKinnon an den Nordischen Junioren-Skiweltmeisterschaften in Planica an. Dort wurde sie zunächst Siebte im Mixed-Team, ehe sie im Einzelrennen nach der Gundersen-Methode auf den sechsten Platz lief. Gemeinsam mit Alexa Brabec gewann sie zum Abschluss Silber im Teamsprint.
Am 17. Januar 2025 debütierte McKinnon in Eisenerz im Continental Cup, dem Unterbau zum Weltcup. Ihr erstes Rennen beendete sie auf dem sechsten Platz. Am dritten Wettkampftag verpasste sie als Vierte um fünf Sekunden das Podest. Bei den Nordischen Junioren-Skiweltmeisterschaften 2025 in ihrer Heimatstadt Lake Placid belegte sie den zwölften Rang im Einzel. Im Teamsprint wurde sie gemeinsam mit Haley Brabec Achte und auch im Mixed-Team lief sie auf den achten Platz. Mitte Februar wurde McKinnon für die Nordischen Skiweltmeisterschaften 2025 in Trondheim nominiert. Dort erreichte sie im Massenstart den 31. Platz und im Gundersen Einzel Rang 32.

## Privates
McKinnon wuchs in Lake Placid auf. Dort besuchte sie die Lake Placid High School.

## Statistik

### Continental-Cup-Platzierungen
| Saison  | Platz | Punkte |
| ------- | ----- | ------ |
| 2024/25 | 20.   | 125    |